# Trompette naturelle

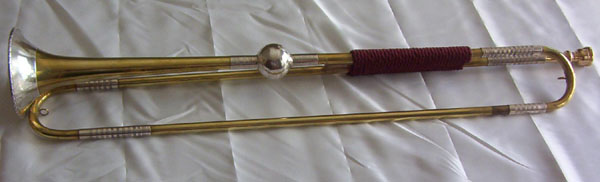
Trompette baroque (d'après Johann Leonhard Ehe III, Nuremberg, 1700).

Une trompette naturelle est un instrument de musique à vent de la famille des cuivres. Les trompettes naturelles sont dépourvues de pistons, de coulisse ou de trous correctifs, ce qui rend la longueur de la colonne d'air invariable et permet ainsi de ne disposer que des sons pouvant être émis par une colonne d'air fixe, appelés partiels.
En pratique, la dénomination de « trompette naturelle » est souvent utilisée comme synonyme de trompette baroque, une trompette naturelle utilisée entre le XVIe et le XVIIIe siècle. De nombreux compositeurs de l'époque baroque ont fait appel à celle-ci dans leurs compositions, dont Antonio Vivaldi, Georg Philipp Telemann, Georg Friedrich Haendel ou Jean-Sébastien Bach.